# Tony Iommi
Anthony Frank Iommi (Aston, Birmingham, 19 de febrero de 1948), más conocido como Tony Iommi, es un músico y compositor británico, reconocido por haber sido uno de los fundadores de la banda de heavy metal Black Sabbath y el único miembro fundador que estuvo presente en todos los álbumes de la misma. Es considerado como uno de los guitarristas más importantes e influyentes en la historia de la música rock y pionero de muchos de los riffs utilizados en el hard rock y el heavy metal.
Tras un accidente con una prensa en una fábrica en la que trabajaba, que le costó la punta de sus dedos medio y anular de la mano derecha, adaptó unas prótesis de goma en sus dedos y bajó la afinación de su instrumento, con el fin de que las cuerdas quedaran menos tensas y, por consiguiente, menos duras al tocar para evitar el dolor. Como resultado, su afinación en C# dio la tonalidad característica del heavy metal, razón por la cual se le atribuye ser el creador de ese género musical, hecho por el que se le conoce como el padre del heavy metal.
Tony aparece en el puesto número uno de los mejores guitarristas de heavy metal de la historia en la revista Guitar World y en el número 25 en una lista similar publicada por la revista Rolling Stone. También aparece en el puesto número 10 de los mejores guitarristas de todos los tiempos según la revista Time Rock. Su carrera ha sido caracterizada por el uso de guitarras Gibson SG con cruces en vez de puntos guía incrustadas en el mástil desde sus inicios como músico, además de ser zurdo al igual que músicos reconocidos como Jimi Hendrix y Kurt Cobain.
En 2011 publicó su autobiografía, titulada Iron Man: My Journey through Heaven and Hell with Black Sabbath.

## Biografía

### Infancia y adolescencia
Anthony Frank Iommi nació en Birmingham, hijo único de los inmigrantes italianos Anthony Frank y Sylvia Maria Iommi (de soltera, Valenti). La familia de su madre era propietaria de viñedos en Italia. Eran católicos pero no solían asistir mucho a las celebraciones religiosas.
En su hogar en Aston la familia administraba una tienda de comestibles que era un lugar de encuentro popular en el vecindario. Su padre también trabajaba como carpintero.
Nacido y criado en Handsworth, Birmingham, Iommi ingresó a la escuela Birchfield Road, donde su futuro compañero de banda Ozzy Osbourne también estudiaba.
A los nueve años, Iommi tuvo una caída y se cortó el labio superior tras ser perseguido por otro niño. Como resultado de su herida, se ganó el apodo de "Caracortada", lo que le hacía sentirse cohibido, por lo que se dejaría crecer su característico bigote para ocultar la cicatriz.
A los diez años, Iommi empezó a interesarse por los deportes de lucha como el judo, el karate y el boxeo como un medio para protegerse de las pandillas locales que se congregaban en su vecindario.
Se hizo tan bueno en el boxeo que imaginó un futuro como portero de clubes nocturnos y discotecas, evitando así una carrera en un aburrido trabajo de fábrica.
Iommi inicialmente se interesó por tocar la batería, pero debido al excesivo ruido se decidió por la guitarra, tras inspirarse en actos como Hank Marvin y The Shadows.
Además, Tony fue inspirado por artistas como Eric Clapton, Joe Pass, Wes Montgomery o Chuck Berry.
Siempre tocó la guitarra como zurdo. Tras salir del colegio, Iommi trabajó brevemente como fontanero y más tarde en una fábrica de anillos.
Afirma que en un momento dado trabajó en una tienda de música, pero renunció después de ser falsamente acusado de robar.
A los 17 años la carrera de Tony como guitarrista estuvo a punto de terminar prematuramente, cuando sufrió un accidente en su último día de trabajo en una fábrica de chapa metálica y perdió parte de dos de sus dedos.
Fue entonces cuando su capataz le habló del guitarrista Django Reinhardt, que perdió la movilidad de sus dedos en un incendio pero que aun así siguió tocando. Iommi más tarde afirmó lo siguiente en relación con su incidente:
Mi amigo dijo, "Escucha tocar a este tipo", y yo le respondí, "¡De ninguna manera! Escuchar a alguien tocar es lo último que quiero hacer en este momento". Pero siguió insistiendo y me convenció a escuchar a Reinhardt.
Le dije que pensaba que era realmente bueno y luego me dijo: "Sabes, el tipo solo toca con dos dedos en la mano del diapasón debido a una lesión que sufrió en un incendio terrible".

Esta revelación me sorprendió por completo y quedé tan impresionado por lo que acababa de escuchar que de repente me inspiré para volver a intentar tocar. 
Tony decidió seguir tocando y para hacerlo se hizo dos dedales caseros sacados de una vieja botella de lavavajillas, cubiertos con trozos de cuero recortados de una chaqueta, colocándolos en las puntas amputadas de sus dedos para extenderlos y protegerlos.
La nueva prótesis casera tenía inconvenientes; en primer lugar, los dedales le impedían sentir las cuerdas, lo que provocaba una tendencia a presionarlas con fuerza. Además tuvo dificultades para realizar la técnica del bend, lo que lo llevó a buscar un calibre de cuerdas más delgado para corregir este problema.
Inicialmente utilizó cuerdas de banjo hasta que fueron lanzadas al mercado las cuerdas delgadas Picato.
En 1974 Iommi afirmó en una entrevista que los dedales le ayudaron a mejorar su técnica, ya que tuvo que aprender a usar su dedo meñique con mayor frecuencia.

### Carrera musical

#### Inicios
En 1967 Iommi había tocado con algunos grupos de blues y formó un grupo llamado Earth con tres conocidos de sus días escolares, el bajista Terry "Geezer" Butler, el baterista Bill Ward y el cantante John "Ozzy" Osbourne. En un recital universitario durante noviembre del año 1968, su estilo particular y su talento llamaron la atención de Ian Anderson, líder de la banda Jethro Tull quien, habiendo perdido a su guitarrista principal por diferencias musicales, lo invitó a formar parte de la banda. Este periodo quedó plasmado en el registro audiovisual llamado The Rolling Stones Rock and Roll Circus, un evento organizado por The Rolling Stones donde participaron músicos y bandas como John Lennon, The Who, Taj Mahal y Marianne Faithfull. La inclusión de Iommi como miembro de la banda no prosperó por falta de química. El músico decidió volver a Birmingham y reintegrarse a su grupo original.
Con otra banda tocando en Inglaterra con el nombre Earth, Iommi y su banda fueron obligados a cambiar su nombre, tomando así el nombre Black Sabbath del título de la clásica película de horror italiana I tre volti della paura.

#### Black Sabbath (1968-2006)

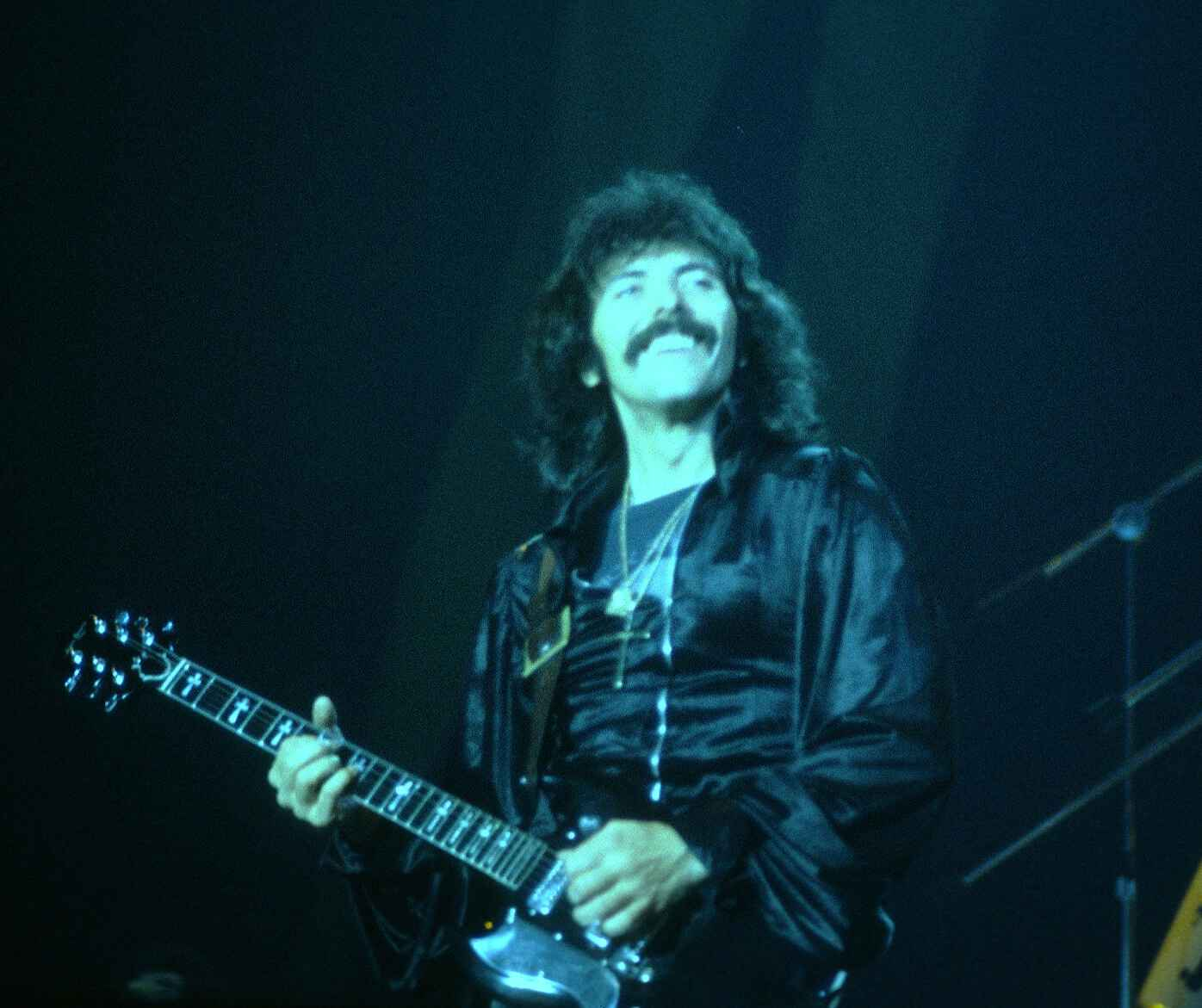
Iommi con Black Sabbath en 1978.

La banda exploraría temas y pasajes líricos oscuros, haciendo una música más potente. La banda creó las bases para el heavy metal creando un sonido denso y ruidoso en su debut de 1970 titulado Black Sabbath.
Más adelante fueron publicados los discos Paranoid y Master of Reality, seguidos de Black Sabbath Vol. 4 en 1972, Sabbath Bloody Sabbath en 1973 y Sabotage en 1975.
La guitarra de Iommi dio las bases del metal con temas como "Black Sabbath", "N.I.B.", "Paranoid", "Iron Man", "War Pigs", "Into the Void" y "Children of the Grave," convirtiéndose así en uno de los guitarristas y creadores de riffs más reconocidos en la historia del rock.
Tras el lanzamiento de dos álbumes poco apreciados por la crítica musical (Technical Ecstasy de 1976 y Never Say Die! de 1978) y el constante consumo de drogas, las relaciones internas en la banda empezaron a debilitarse, llevando así a la salida de Osbourne en 1979 y de Ward en 1980, este último saliendo después de publicarse el primer álbum debut con Ronnie James Dio como cantante, Heaven and Hell siendo sustituido por Vinny Appice.
Luego de hacer varias giras y de publicar los álbumes Mob Rules y Live Evil, Dio y Appice abandonaron la banda a finales de 1982 por problemas con Iommi y Butler. Más tarde Iommi se reunió con el cantante Ian Gillan y lo convenció para que se convirtiera en el nuevo vocalista de Black Sabbath.
Esta alineación grabó el álbum Born Again y realizó una gira en 1984.
Tras la gira Gillan y Butler dejaron la banda, quedando Iommi como único miembro original.
En 1985 empezó a trabajar en lo que inicialmente sería su primer álbum en solitario, el disco Seventh Star, aunque por motivos comerciales fue lanzado finalmente como "Black Sabbath featuring Tony Iommi", debido a la presión de la compañía Vertigo.
Más adelante fueron publicados los álbumes The Eternal Idol, Headless Cross y Tyr, trabajando con músicos como Ray Gillen, Tony Martin, Cozy Powell, Neill Murray, Bob Daisley y Bev Bevan antes de volverse a reunir con los miembros de la formación Mob Rules y publicar el álbum Dehumanizer en 1992.
Durante la gira de este álbum, Brian May invitó a Iommi junto a varios artistas destacados de la historia del rock en el Concierto tributo a Freddie Mercury, fallecido vocalista de Queen.
Luego de la salida de Dio y Appice, Iommi y Butler se reunieron con Tony Martin y Bobby Rondinelli, publicando como resultado el álbum Cross Purposes, que en un principio no se planeaba publicar con el nombre de Black Sabbath pero que nuevamente fue así debido a las presiones de la discográfica.
Frustrado, Butler abandonó la formación después de la correspondiente gira de apoyo.
Más tarde Iommi y Martin contrataron a Cozy Powell y Neil Murray para grabar el álbum Forbidden y así concluir el contrato con I.R.S. Records y disolver la banda para reunirla con los miembros originales.

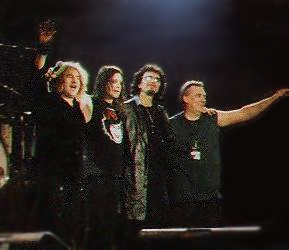
Iommi con sus compañeros de Black Sabbath en 1999.

Iommi reúne a la formación original de Sabbath para giras muy exitosas a finales de la década de 1990, publicando el álbum en directo Reunion y cosechando nuevos fanes, demasiado jóvenes para haber conocido la banda en su auge en la década de 1970.
Un premio Grammy hizo continuar la gira de reunión cuando la canción "Iron Man" ganó en la categoría de mejor actuación de metal en 1999.
Iommi y los demás volvieron al estudio para trabajar nuevo material con el productor Rick Rubin en la primavera de 2001, pero las sesiones de grabación se detuvieron cuando Osbourne tuvo que grabar su álbum en solitario Down to Earth en el verano de 2001.
La banda permaneció inactiva hasta el verano de 2004, cuando volvieron a ser cabeza de cartel del Ozzfest en sus versiones de 2004 y 2005.
En noviembre de 2005, Black Sabbath entró en el Salón de la Música del Reino Unido y en marzo de 2006, después de once años de disponibilidad, la banda accedió al Rock and Roll Hall of Fame de Estados Unidos por sugerencia de Metallica.

#### Heaven & Hell (2006-2010)

Iommi en concierto con la banda Heaven & Hell en 2009.

Mientras Ozzy Osbourne trabajaba en su carrera en solitario en 2006, Rhino Records lanzó The Dio Years, una compilación de canciones de los cuatro álbumes de Black Sabbath en los que participó Ronnie James Dio. Para el lanzamiento, Iommi, Butler, Dio y Appice se reunieron para componer y grabar tres nuevas canciones. The Dio Years fue publicado el 3 de abril de 2007, llegando al puesto número 54 de la lista Billboard 200, mientras que el sencillo «The Devil Cried» alcanzaba la posición n.º 37 en la lista Mainstream Rock Tracks. Satisfechos con estos resultados, Iommi y Dio decidieron reunir a los miembros de la época de Heaven and Hell para realizar una gira mundial. Mientras que la formación de Osbourne, Butler, Iommi y Ward siguió llamándose oficialmente Black Sabbath, esta nueva formación optó por llamarse Heaven & Hell, igual que el álbum, para evitar problemas de tipo legal con Sharon Osbourne, esposa y representante de Ozzy.
Heaven & Hell giró por Estados Unidos con Megadeth y Machine Head como teloneros, además de grabar un álbum en directo y un DVD en Nueva York el 30 de marzo de 2007, llamado Live from Radio City Music Hall. En 2009 Heaven & Hell anunció el nombre de su álbum debut, The Devil You Know, lanzado el 28 de abril. Se tenían planes de una gira mundial pero desgraciadamente el 16 de mayo de 2010, Wendy Dio, esposa y representante de Ronnie James Dio, anunció la muerte de su marido debido a complicaciones de cáncer de estómago.

#### Black Sabbath (2011-2017)

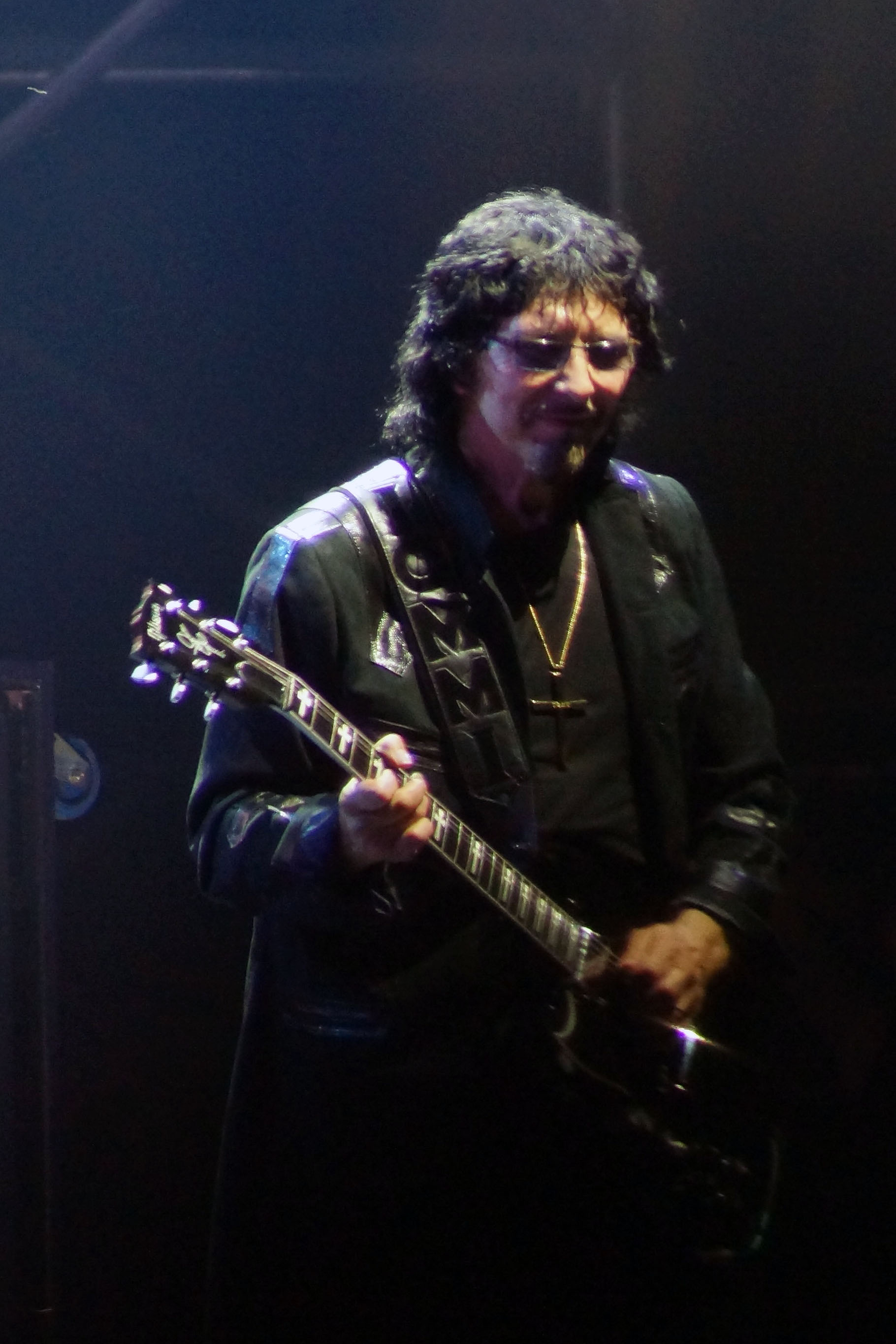
Iommi con Black Sabbath en 2012.

En 2011 los miembros de Black Sabbath se reunieron para realizar algunos conciertos y en enero de 2012, según el Facebook oficial de la banda, Iommi fue diagnosticado de un linfoma que estaba en sus primeras etapas.
No obstante en 2013 comienza un tour con Black Sabbath, junto a Geezer Butler, Ozzy Osbourne y Tommy Clufetos, reemplazando al baterista original Bill Ward, para promocionar el álbum titulado 13.
El 29 de septiembre de 2014, Black Sabbath empezó a trabajar en su álbum de estudio número veinte en el 2015 con el productor Rick Rubin, seguido por una última gira en el año 2016.
El 3 de septiembre de 2015 se anunció que Black Sabbath se embarcaría en una última gira, titulada The End debido al estado de salud de Tony Iommi, y el 26 de octubre de 2015 se anunció que, la banda consistente en Osbourne, Iommi y Butler estaría regresando al Download Festival el 11 de junio de 2016.
Un CD de ocho canciones titulado The End fue vendido en algunas fechas de la gira.
El concierto final de la banda se realizó en su ciudad natal, Birmingham, el 4 de febrero del año 2017.

#### Después de Black Sabbath (2017-presente)
Tony actualmente se encuentra remezclando el álbum Forbidden debido a su poca satisfacción de lo que fue la mezcla del disco por el músico Ernie C.
El 22 de julio del 2022, Ozzy Osbourne lanzó una canción llamada “Degradation Rules”, en la cual participa Iommi y aparecerá en el decimotercer álbum de estudio de Osbourne llamado Patient Number 9 Iommi también aparecerá en una canción más en este álbum, que se estrenó el 9 de septiembre de 2022.
El 8 de agosto del 2022, Iommi se reunió con Osbourne para tocar en el cierre de la ceremonia de los Juegos de la Mancomunidad de 2022 en su ciudad natal en Birmingham, en la cual se les unieron los miembros de gira de Black Sabbath en 2017 (Tommy Clufetos y Adam Wakeman para tocar un interludio de Iron Man y Paranoid. Iommi también participó en la ceremonia de apertura el 28 de julio del 2022, donde tocó la guitarra en una canción llamada "Hear My Voice" junto al saxofonista y rapero británico Soweto Kinch.

### Otros proyectos
En el año 2000 Tony Iommi publicó su álbum debut en solitario simplemente titulado Iommi, un trabajo de diez canciones con grandes figuras invitadas, entre ellos Serj Tankian (System of a Down) y Dave Grohl (Foo Fighters, Nirvana), así como también sus compañeros de banda Ozzy Osbourne y Bill Ward.
El álbum fue bien recibido por la prensa y el público. Asimismo Iommi condujo a mediados de los 2000 su programa de radio "Black Sunday" en la emisora "Planet Rock" del Reino Unido; y escribió un libro autobiográfico titulado Iron Man, así como el álbum que grabó en 1996 publicado oficialmente en 2004, The 1996 DEP Sessions (con Glenn Hughes).
En 2011 junto a otros artistas como Ian Gillan y Jon Lord formó una banda su fin era recaudar dinero para obras benéficas en Armenia.
La banda se llamó WhoCares y publicó un CD sencillo. Del mismo modo escribió el tema "Lonely Planet" para Gor Sujyan, representante de Armenia en el Festival de la Canción de Eurovisión 2013, mientras que el 19 de noviembre del mismo año, el guitarrista recibió un doctorado honorario de Artes de la Universidad de Coventry por su contribución a la música popular.

## Vida personal

### Accidente
La carrera de Tony como guitarrista estuvo a punto de terminar prematuramente cuando sufrió un accidente en una fábrica de planchas metálicas. Una de las máquinas le rebanó la punta de los dedos de su mano derecha. Deprimido se convenció de que sus días como guitarrista habían terminado.
Fue entonces cuando su capataz le habló del guitarrista Django Reinhardt, que perdió la movilidad de dos dedos en un incendio en el campamento gitano donde vivía, pero que aun así siguió tocando.
Esto inspiró a Iommi para seguir con la guitarra, usando unas pequeñas prótesis de goma caseras para sustituir las puntas de sus dedos.
Iommi declaraba: "Las primeras semanas pensé que nunca llegaría a tocar bien la guitarra, pero en el hospital pudieron acoplarme durante un tiempo unas prótesis de plástico, de forma que pude seguir tocando.
Fue muy duro, tuve que trabajar muchísimo y practicar seguramente más de lo que cualquier otro guitarrista ha practicado, pero afortunadamente conseguí recuperar la fe en mi". Como resultado, su afinación en C #4 dio la tonalidad característica del heavy metal, razón por la cual se le atribuye ser el creador de este género musical.

### Relaciones y matrimonios
Iommi se casó en cuatro ocasiones.

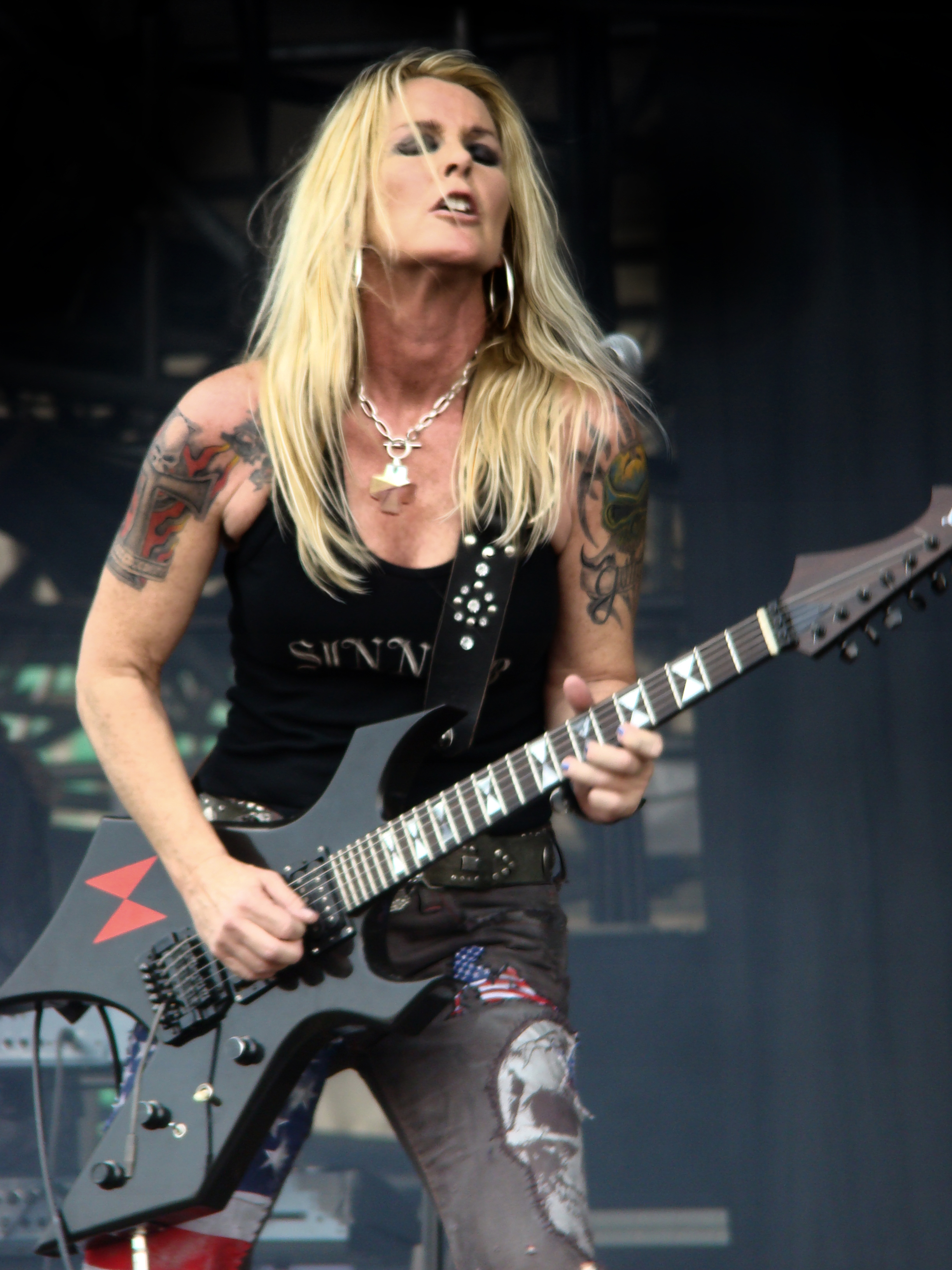
Lita Ford tuvo una breve relación sentimental con Iommi en la década de 1980.

A finales de 1973 contrajo matrimonio con Susan Snowdon, presentada al músico por el mánager de Black Sabbath en ese entonces, Patrick Meehan.
La canción "Fluff", una pieza instrumental compuesta por el músico e incluida en el álbum Sabbath Bloody Sabbath, fue tocada en el matrimonio.
El baterista de Led Zeppelin, John Bonham, fue el padrino de boda.
Durante las sesiones de grabación del álbum Technical Ecstasy la relación de la pareja se deterioró, llevando a su separación definitiva.
En 1980 Iommi se casó con una modelo estadounidense llamada Melinda.
Tuvieron una hija, Toni-Marie Iommi, en 1983, que más tarde se convirtió en cantante de la banda LunarMile.
La pareja se divorció a mediados de la década.
En 1986 Tony conoció a una mujer británica llamada Valery, y después de seis años de relación se casó con ella, divorciándose a finales de la década de 1990.
En 2005 el músico nuevamente se comprometió en matrimonio, esta vez con Maria Sjöholm, vocalista de la banda de rock sueca Drain STH.
Se conocieron en 1998, cuando Tony trabajaba en la música de Drain STH.
El 19 de agosto de 2005 la pareja se casó en secreto, con solamente un testigo presente en la ceremonia.
En la página 312 de su libro, Tony se refiere a este matrimonio de bajo perfil como "lo mejor que he hecho."
Durante la década de 1980, Iommi estuvo brevemente comprometido con Lita Ford, popular cantante y guitarrista reconocida por su paso por la banda The Runaways.
Produjo su álbum The Bride Wore Black, el cual hasta la fecha sigue sin ser publicado.
Ford afirmó en una entrevista en 1989 con la revista Kerrang! que ambos músicos quedaron con ciertos resentimientos tras su ruptura sentimental.

### Problemas de salud
A pesar de la mejora en el estado de salud de Tony Iommi desde su diagnóstico de cáncer a inicio de 2012, el icónico guitarrista de Black Sabbath acaba de hacer públicas noticias infelices.
Creyendo estar libre del linfoma, Iommi fue informado recientemente por su médico que es muy probable que nunca esté completamente curado del cáncer.
La batalla de Iommi contra el cáncer es una de la historias más inspiradoras de la historia reciente de la música.
Forzado a aplazar los planes de grabación y gira de Black Sabbath, Iommi pasó por la peor fase del linfoma mientras componía riffs monstruosos para el futuro lanzamiento.
A pesar de los contratiempos, Black Sabbath concluyó la grabación de su primer álbum con Iommi, Ozzy y Geezer en 35 años, aunque los problemas de salud de Iommi podrían no terminar nunca.
En una edición de la revista Guitar World, Iommi profundizó sobre su actual estado de salud: "Cuando terminé la quimio y la radioterapia, volví al médico para hacerme mis análisis de sangre rutinarios. Dije "¿ya se acabó?" a lo que me dijo, "no, no se va a acabar. No te vas a librar de esto el resto de la vida.
Pero podemos hacer tratamientos para combatirlo". Quedé desolado, porque pensaba que ya había terminado. Él me dijo que había un 30% de posibilidades de eliminarlo, aunque probablemente lo sufriría el resto de mi vida. Ahora estoy recibiendo tratamientos para impedir que se expanda. Cada seis meses tomo Rituximad, que es uno de los cuatro medicamentos que hay en la quimio. Eso lleva unas horas y te hace sentir un poco mal e indispuesto. Pero después de unas semanas vuelvo a mejorar. Así estamos haciendo con los conciertos. Salgo y vuelvo al hospital para recibir más tratamiento, más análisis de sangre y todo eso. Después empezamos de nuevo".
Black Sabbath reveló que durante el 2016 daría inicio a su gira de despedida, llamada simplemente The End, partiendo en Norteamérica en enero. A propósito de este último recorrido de la banda por el mundo, el guitarrista Tony Iommi confesó al Birmingham Mail que el principal motivo de la gira de despedida es su edad y su salud, factores cruciales para tomar la decisión.

### Religión
Preguntado en 2016 por sus creencias, Iommi ha afirmado creer «en un Dios», y se definió como católico no practicante: «La única vez que he ido a la iglesia fue cuando estuve en los scouts, y fue porque me obligaban». En 2017, tras dar a conocer una pieza coral titulada "How Good It Is" que compuso para la catedral de su Birmingham natal, Iommi aclaró que dicha composición «no tenía nada que ver con la religión»; preguntado por NBC News sobre si había recuperado la fe, se rio y declaró: «No sigo ninguna doctrina religiosa... religiosamente. [La pieza coral] simplemente me pareció algo bonito de emprender. Fue agradable trabajar con un coro y hacer algo por nuestra ciudad».

## Legado

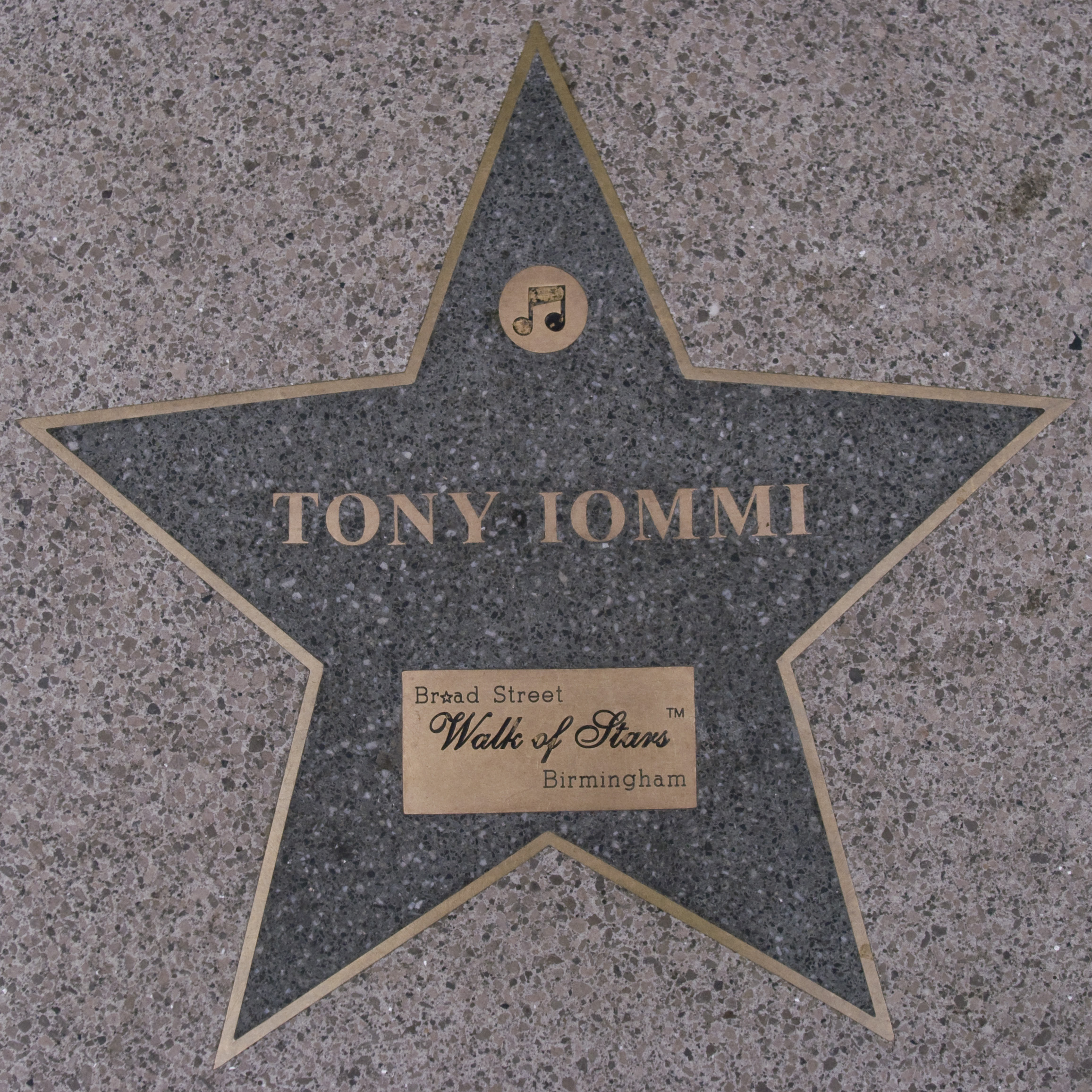
Estrella de Iommi en el Paseo de las Estrellas de Birmingham.

Tony Iommi es considerado uno de los guitarristas más influyentes en el mundo del heavy metal debido a su gran talento para componer riffs y solos, siendo conocido alrededor del mundo como el padre del heavy metal, influenciando a varios guitarristas, entre ellos, Zakk Wylde de Black Label Society, James Hetfield y Kirk Hammet de Metallica, Dave Mustaine de Megadeth, Scott Ian de Anthrax, entre otros. Además, gracias a su sonido, un sinfín de bandas surgieron desde la década de 1970, entre ellas, Pantera, Mötley Crüe, Slayer, Chris Cornell, Faith No More, Overkill, Type O Negative, Sepultura, Queensryche, Dream Theater, Godspeed, Ghost, Cannibal Corpse y Avenged Sevenfold.
Una serie de álbumes tributo titulada Nativity in Black rinde homenaje a Iommi y su banda Black Sabbath. En la grabación de los mismos participaron músicos y bandas como White Zombie, Megadeth, Pantera, Corrosion of Conformity, Al Jourgensen, Faith No More, Bruce Dickinson, Rob Halford y Type O Negative.
Un fósil de unos 469 millones de años de antigüedad perteneciente a una nueva especie de conodonto, descubierto en 2021, fue nombrado Drepanoistodus Iommii en honor del guitarrista.

## Equipo

### Guitarras
- Epiphone P94 Iommi Model
- Epiphone Riviera 12 String
- Fender Stratocaster white
- Gibson Barney Kessel
- Gibson Black Custom Shop SG
- Gibson Black SG Standard
- Gibson Red Custom Shop Shop
- Gibson Red SG aka Monkey

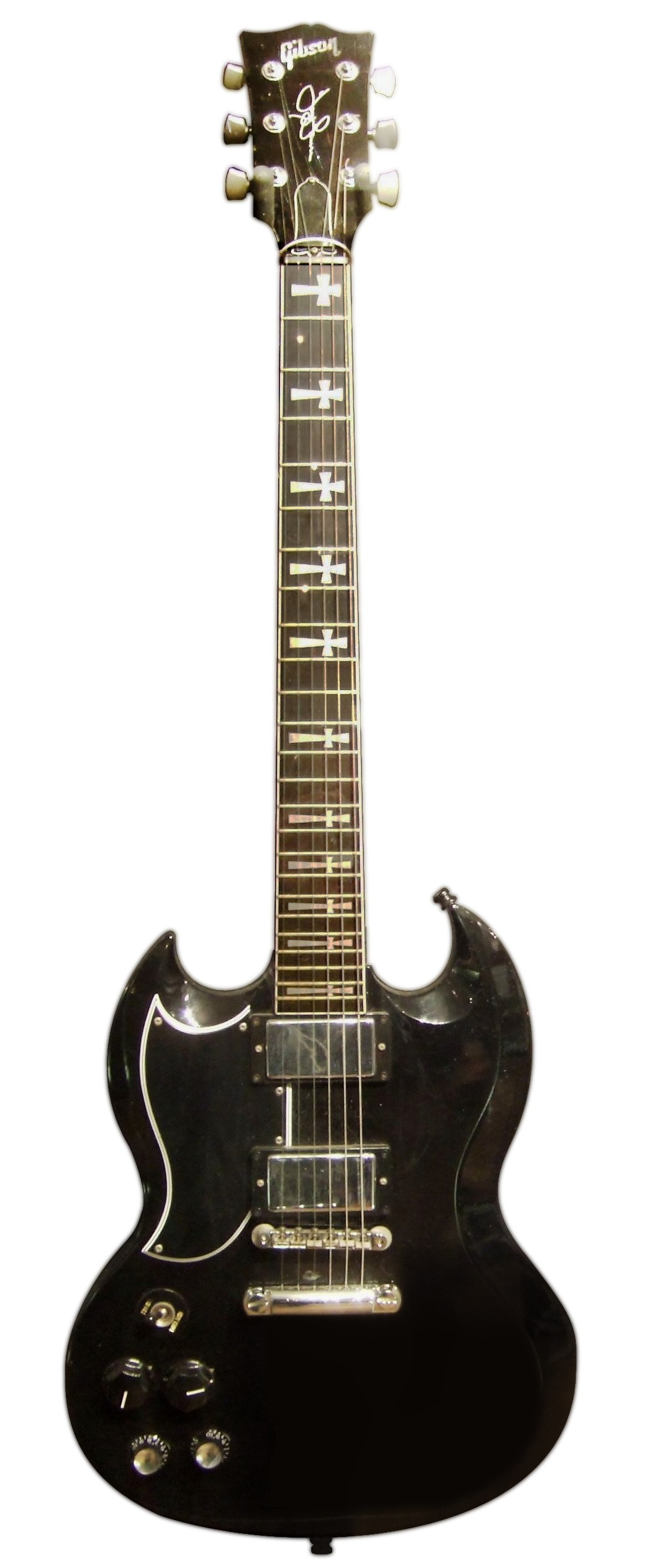
Guitarra Gibson SG usada por Iommi.

- Jaydee Custom SG aka n.º 1, The Old Boy

### Amplificadores y gabinetes
- Laney TI 100 Tony Iommi Signature
- Laney GH 100 TI Tony Iommi Signature
- Laney LA100BL, Supergroup MK1
- ENGL Powerball
- EVH 5153
- Mesa Boogie Mark Series
- Marshall JCM 800
- Marshall 9005 Power Amps
- Marshall 9001 Preamps
- Marshall 2554 Silver Jubilee Combo
- Marshall 2558 Silver Jubilee Combo
- Laney GH TI 412S Tony Iommi Signature

### Pedales de efectos
- Boss OC-2 Octave
- Boss OD-3 OverDrive
- Ernie Ball 6166 Mono Volume Pedal
- MXR Phase 90
- AnalogMan Chorus
- Tycobrahe Parapedal Wah
- Pete Cornish Custom Foot Controller

## Discografía

### Solo
- Seventh Star (como "Black Sabbath featuring Tony Iommi", 1986)
- Iommi (2000)
- The 1996 DEP Sessions (con Glenn Hughes, 2004)
- Fused (con Glenn Hughes, 2005)

### Con Heaven & Hell
- Live from Radio City Music Hall (2007)
- The Devil You Know (2009)
- Neon Nights: 30 Years of Heaven & Hell (2010)

### Con Who Cares
- Ian Gillan & Tony Iommi: WhoCares

### Como invitado
- Varios artistas - Rock Aid Armenia (1989)
- Varios artistas - Guitar Speak II (1990)
- Queen & varios artistas - The Freddie Mercury Tribute Concert (1992)
- Diamond Head - Death and Progress (1993)
- Ozzy Osbourne - Live and Loud (1993)
- Cathedral - The Carnival Bizarre (1995)
- Varios artistas - Twang! - A Tribute to Hank Marvin & The Shadows (1996)
- Ozzy Osbourne - The Ozzman Cometh (1997)
- Varios artistas - Party at the Palace: The Queen's Concerts, Buckingham Palace (2002)
- Foo Fighters - The Missing Pieces - "Goodbye Lament" (2008)